# IC 1090
IC 1090 је појединачна звијезда у сазвјежђу Волар која се налази на листи објеката дубоког неба у Индекс каталогу.
Деклинација објекта је + 42° 41' 0" а ректасцензија 15h 5m 42,9s.